# Blodört
Blodört (Sanguinaria canadensis) är en art i det monotypiska växtsläktet blodörtssläktet (Sanguinaria), i familjen vallmoväxter från Nordamerika. Arten beskrevs av Carl von Linné. Inga underarter finns listade i Catalogue of Life. Arten odlas som trädgårdsväxt i Sverige.

## Bildgalleri

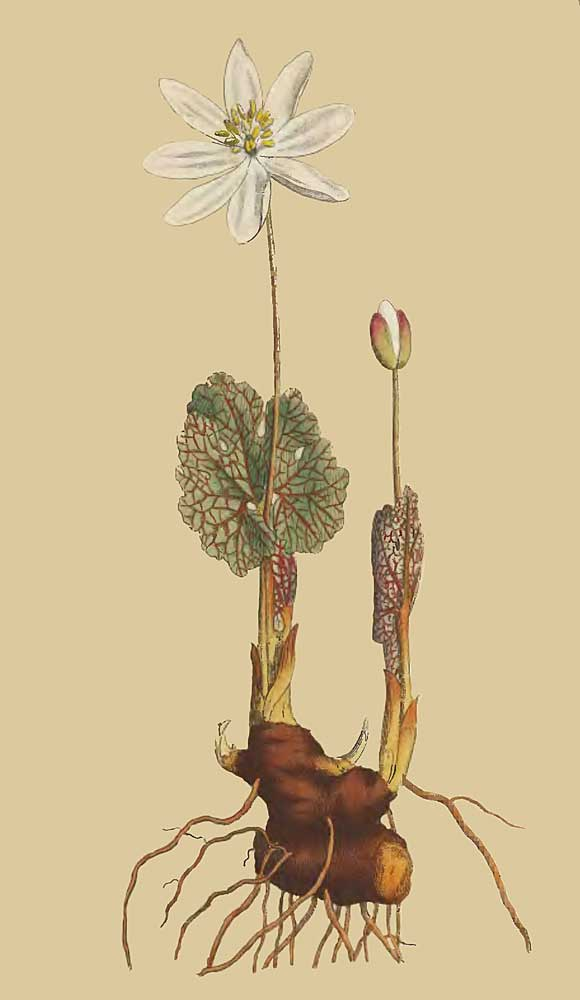
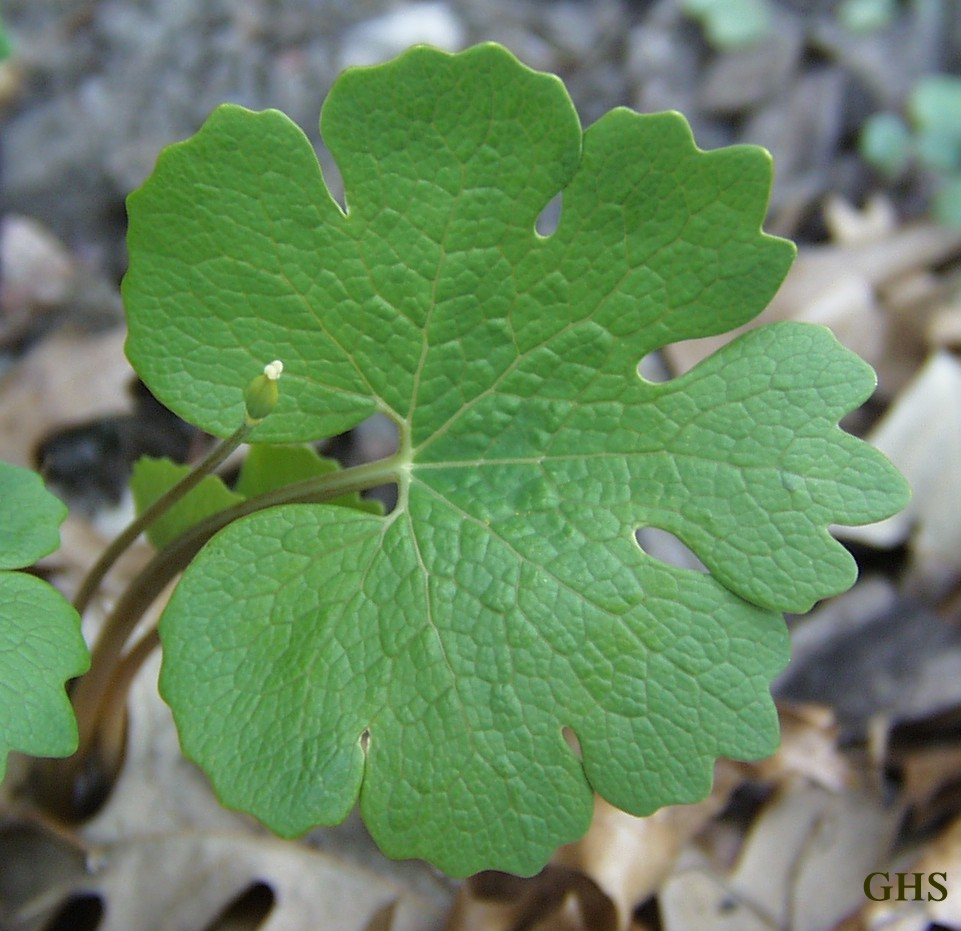
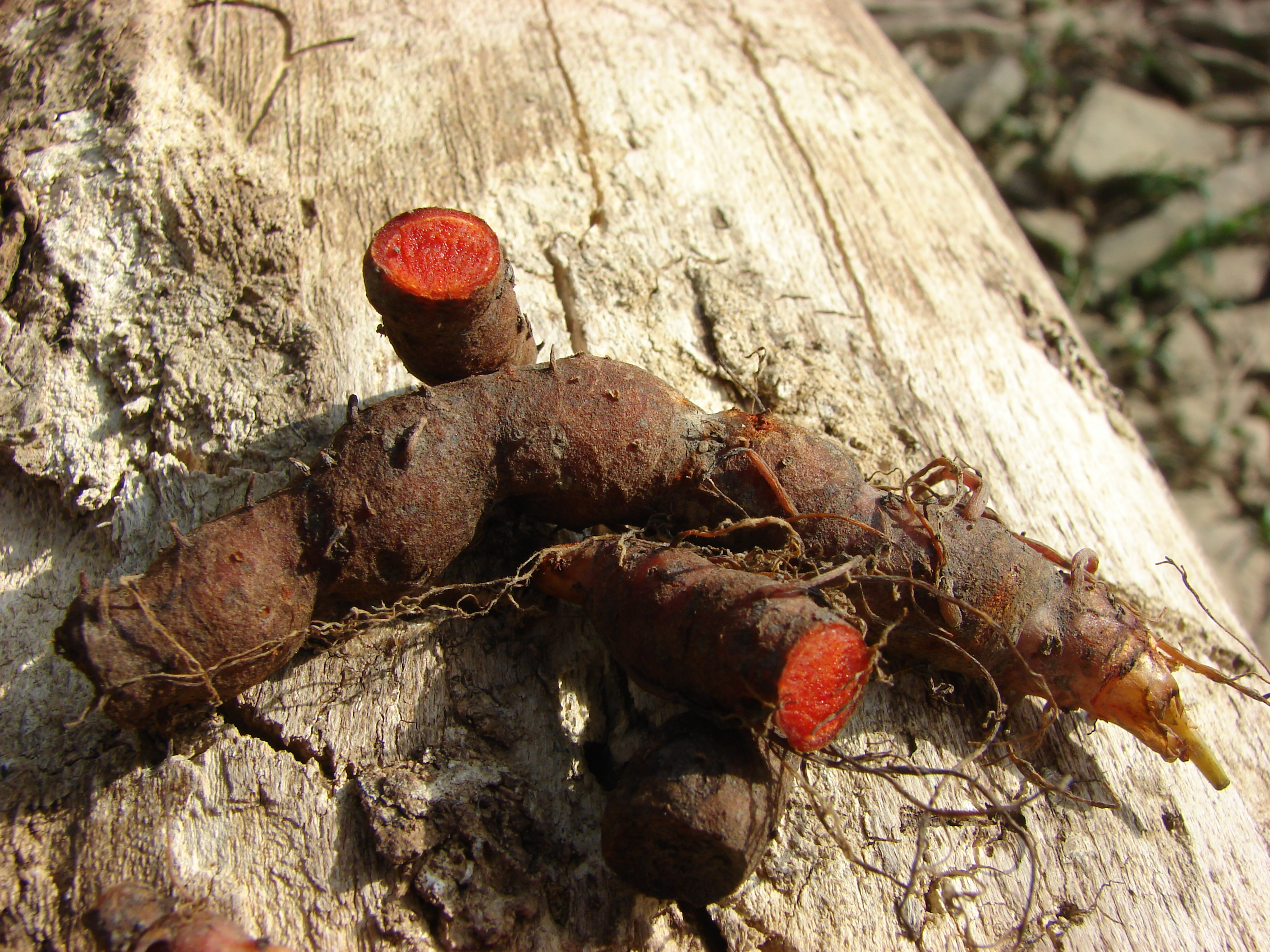
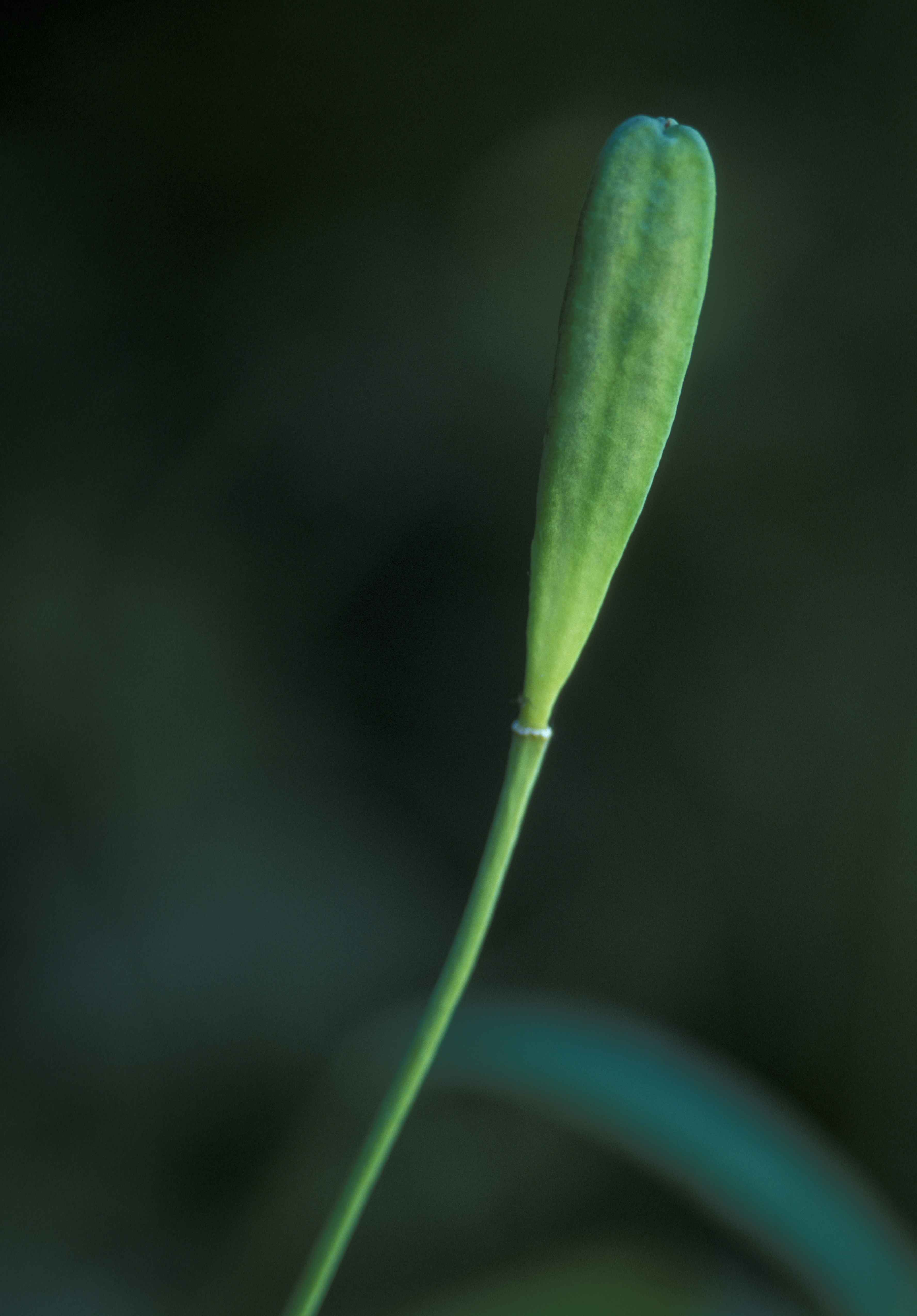